# (818) Kapteynia
(818) Kapteynia es un asteroide perteneciente al cinturón de asteroides descubierto el 21 de febrero de 1916 por Maximilian Franz Wolf desde el observatorio de Heidelberg-Königstuhl, Alemania.
Está nombrado en honor del astrónomo neerlandés Jacobus Cornelius Kapteyn (1851-1922).